# Ann Summers

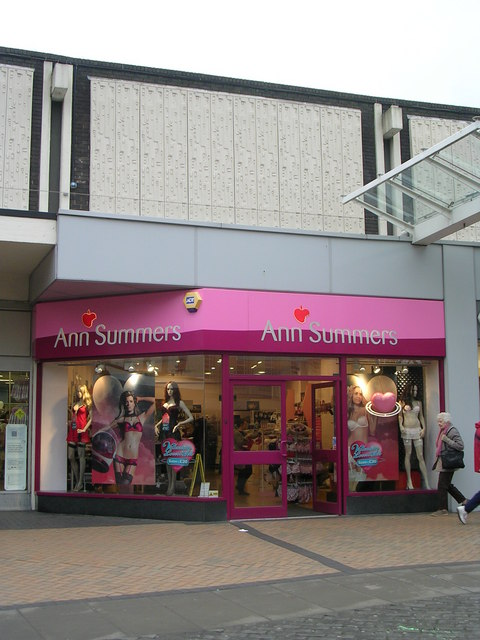
Botiga Ann Summers a Huddersfield

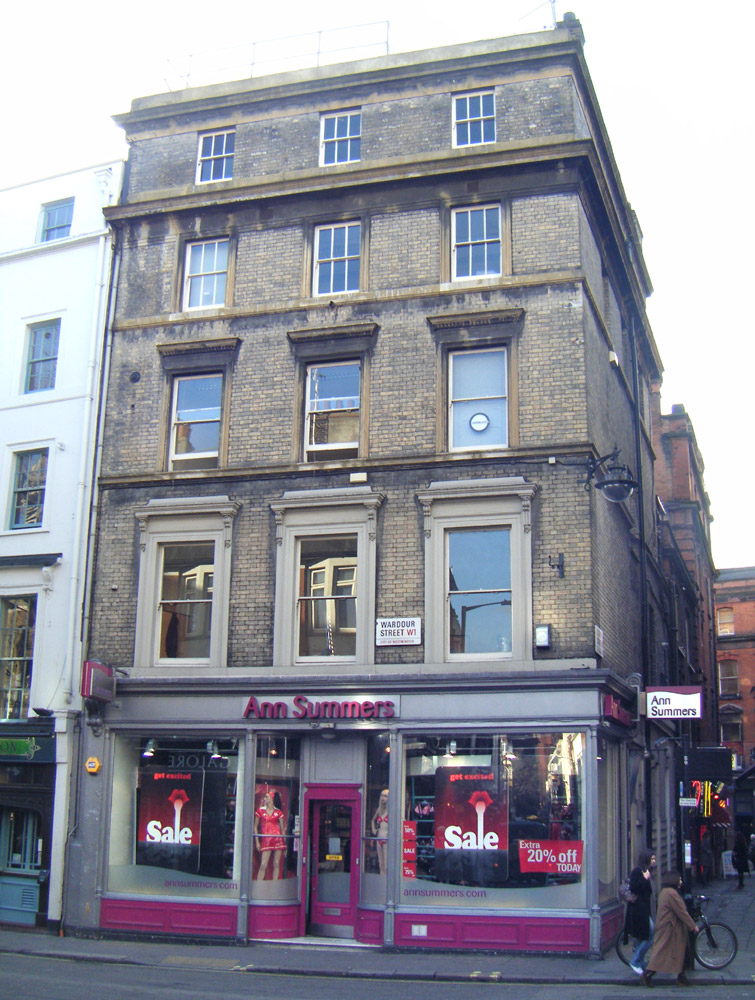
Botiga Ann Summers a Londres

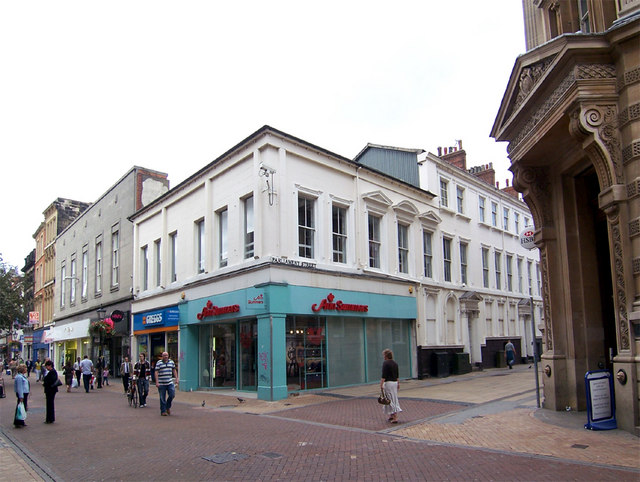
Botiga Ann Summers a Hull

Ann Summers és una empresa minorista multinacional britànica especialitzada en joguines sexuals i roba interior, amb 80 botigues de carrer al Regne Unit, Irlanda i les Illes del Canal. L'any 2000, Ann Summers va adquirir la marca Knickerbox, una etiqueta amb èmfasi en roba interior més còmoda i femenina, mentre que els productes amb l'etiqueta Ann Summers tendeixen a ser més estil eròtic. La cadena va tenir una facturació anual de 117,3 milions de lliures esterlines el 2007-2008.

## Història
L'empresa va rebre el nom d'Annice Summers, la secretària del fundador, Michael Caborn-Waterfield.
Annice Summers va néixer Annice Goodwin el 1941, però més tard va prendre el cognom del seu padrastre. Va deixar l'empresa poc després de la seva obertura, després d'una disputa amb Caborn-Waterfield. Va anar a viure a Umbria, Itàlia, a dues hores de Roma, i va morir de càncer l'octubre de 2012.
L'any 2000, Ann Summers va adquirir la marca de roba interior Knickerbox per una suma no revelada. No obstant això, el 2014 van anunciar plans per vendre la marca.

### Venda al detall
La primera botiga Ann Summers es va obrir l'any 1970 a Marble Arch, Londres, de la qual va passar a sis botigues.
Ann Summers va ser comprada el 1971 pels germans Ralph i David Gold, que la van convertir d'una botiga sexual estàndard en una marca de carrer i una botiga de roba interior establerta. L'any 1981, David Gold va instal·lar la seva filla Jacqueline Gold (que era la presidenta executiva d'Ann Summers) i va introduir el concepte del pla de festa. Les operacions de venda al detall de totes les botigues d'Ann Summers es gestionen des de la seva oficina central a Whyteleafe, Surrey i, a desembre de 2010, Ann Summers operava 144 punts de venda al Regne Unit, Irlanda, les Illes del Canal i Espanya.
Les botigues ofereixen llenceria, roba interior, cosmètics, vestits de bany i joguines sexuals. Les botigues venen dos milions de Rampant Rabbits, una mena de vibrador cada any.

### Festes d'Ann Summers
Jacqueline Gold va iniciar el concepte del Pla de Festa el 1981. Inicialment, les festes d'Ann Summers eren tant una manera d'eludir les regulacions que restringien l'exhibició de joguines sexuals com una tàctica de màrqueting, però la seva popularitat va créixer ràpidament i Ann Summers ara dona feina a més de 7.500 organitzadores de festes, coordinades des de l'oficina central a Surrey. Hi va haver unes 4.000 festes d'Ann Summers cada setmana al Regne Unit el 2003.
Les festes d'Ann Summers inclouen la presentació de joguines sexuals i roba interior en l'entorn informal de la casa d'algú, normalment la casa d'un dels assistents. També pot implicar la lectura d'un catàleg, i sovint hi ha jocs de festa.

## Polèmica
A causa de la naturalesa adulta del negoci, Ann Summers s'ha enfrontat amb freqüència a l'oposició, tant legal com social. Per exemple, l'any 2003, van guanyar una batalla legal per anunciar llocs de feina als centres de treball i es va rebutjar una queixa de l'Advertising Standards Authority al Regne Unit.
També s'han trobat amb oposició a la seva publicitat. La companyia va rebre una carta de queixa del Palau de Buckingham, a causa d'un anunci no aprovat amb la reina.
L'any 2003, diversos mitjans de comunicació van discutir sobre els pagaments de l'empresa als organitzadors de les festes promocionals.
L'any 2004, l'Advertising Standards Authority va acceptar dues queixes. L'ASA va decidir que el primer anunci era degradant per a les dones, ofensiu i inadequat per utilitzar-lo com a cartell. En el segon cas, l'ASA va dictaminar que l'ús d'una referència a la cançó infantil "Ride a Cock Horse" era probable que atragués l'atenció dels nens i que l'anunci no era adequat per al mitjà en què apareixia.
Una fàbrica de roba interior Ann Summers a Portsmouth va tancar el 2005, amb més de 50 acomiadaments.
A més, Ann Summers a Perth, Escòcia, es va veure obligada a tancar després que la gent local es queixés de la botiga (sobretot de pares avergonyits per les preguntes plantejades pels seus fills), cosa que també va provocar altres problemes amb la botiga. Perth va ser originalment l'única ciutat del Regne Unit on una botiga Ann Summers no va poder prosperar. No obstant això, el maig de 2007, la botiga de Middleton Grange, Hartlepool, que va obrir el novembre de 2005, es va tancar després de menys de dos anys de negociació a causa de les baixes vendes.
L'any 2006, grups musulmans es van queixar de la posada a la venda d'una nina inflable anomenada Mustafa Shag, al·legant que la nina era ofensiva per als musulmans, ja que Mustafa era un dels noms donats al profeta Mohamed.
El 2007, la companyia va enfrontar problemes legals amb Apple Inc a causa del llançament d'un complement electrònic per a reproductors de música anomenat iGasm. La companyia no ha fet marxa enrere malgrat les ordres de cessament i desistiment d'Apple. A més, un antic director, que ara és un empleat de Beate Uhse AG, està darrere d'una demanda de difamació contra Jacqueline Gold. I un anunci va ser prohibit al metro de Londres el mateix any.
El 2010, l'anunci de Halloween d'Ann Summers va ser prohibit pel Radio Advertising Clearance Center, que va decidir que l'anunci utilitzava "referències sexuals força obertes en termes d'efectes sonors".
El 2011, es va retirar una campanya publicitària que presentava un pastitx d'un anunci de Marks and Spencer després d'una amenaça d'acció legal per part de M&S.